# PlayStation 3
PlayStation 3 (PS3) este o consolă de jocuri video la domiciliu dezvoltată și produsă de Sony Computer Entertainment (SCE). Este succesoarea consolei PlayStation 2 și face parte din generația a șaptea de console de jocuri video. PlayStation 3 a fost lansată pe 11 noiembrie 2006 în Japonia, 17 noiembrie 2006 în America de Nord și 23 martie 2007 în Europa și Australia. Aceasta a fost prima consolă Sony care a inclus tehnologia Blu-ray Disc ca suport principal de stocare. Succesorul consolei, PlayStation 4, a fost lansat în 2013.

## Istoric și dezvoltare
Dezvoltarea PlayStation 3 a început în 2001, la scurt timp după lansarea PlayStation 2. Consola a fost anunțată oficial în cadrul E3 2005, iar designul final a fost dezvăluit la E3 2006. Printre cele mai notabile caracteristici se numără utilizarea unui procesor Cell dezvoltat în colaborare cu IBM și Toshiba, și integrarea unui GPU RSX "Reality Synthesizer" dezvoltat împreună cu NVIDIA.

## Specificații tehnice

### Procesor
PlayStation 3 este echipată cu un procesor Cell Broadband Engine (Cell BE), care are o arhitectură unică, multi-core, proiectată pentru a manipula un număr mare de operațiuni în paralel. Procesorul Cell are un nucleu principal de tip Power Processing Element (PPE) și șapte Synergistic Processing Elements (SPEs), fiecare SPE fiind un procesor vectorial.

### GPU și Memorie
Consola utilizează un GPU RSX „Reality Synthesizer” dezvoltat de NVIDIA, care funcționează la 550 MHz. PS3 dispune de 256 MB de memorie XDR DRAM și 256 MB de memorie GDDR3 VRAM, ceea ce permite o putere grafică considerabilă pentru timpul său.

### Stocare și Conectivitate
PlayStation 3 a fost lansată în mai multe variante de stocare, inclusiv modele de 20 GB, 40 GB, 60 GB, 80 GB și 160 GB. Consola oferă suport pentru hard disk-uri SATA de 2,5 inci, permițând utilizatorilor să-și actualizeze spațiul de stocare.
În ceea ce privește conectivitatea, PS3 include porturi HDMI, AV multi-out, porturi USB 2.0 și o interfață Ethernet. Consola suportă, de asemenea, conexiuni Wi-Fi și Bluetooth.

## Caracteristici și Funcționalități

### Media și Divertisment
Unul dintre punctele forte ale PlayStation 3 a fost capacitatea sa de a reda discuri Blu-ray, oferind utilizatorilor posibilitatea de a viziona filme de înaltă definiție. PS3 a suportat și DVD-uri și CD-uri, devenind astfel un centru de divertisment complet.

### PlayStation Network (PSN)
PlayStation 3 a introdus PlayStation Network (PSN), un serviciu online care permite utilizatorilor să joace jocuri multiplayer online, să descarce jocuri și alte conținuturi de pe PlayStation Store, și să comunice cu alți jucători. PSN a evoluat pe parcursul anilor, adăugând noi funcționalități și servicii, cum ar fi PlayStation Plus, un serviciu de abonament care oferă jocuri gratuite lunare și reduceri exclusive.

### Controlere și Accesorii
PS3 a fost lansată cu controlerul Sixaxis, care a introdus senzori de mișcare pentru o experiență de joc mai interactivă. Ulterior, a fost lansat DualShock 3, care a adăugat funcționalitatea de vibrație. Alte accesorii notabile includ PlayStation Eye, o cameră video pentru utilizarea cu anumite jocuri și aplicații, și PlayStation Move, un sistem de control prin mișcare.

## Jocuri
PlayStation 3 a beneficiat de o bibliotecă vastă și diversificată de jocuri, incluzând titluri exclusive de succes, cum ar fi seria "Uncharted", "The Last of Us", "God of War III", și "LittleBigPlanet". În plus, PS3 a oferit suport pentru jocuri third-party populare, precum seria "Call of Duty", "Grand Theft Auto", și "Assassin's Creed".

## Impact și Moștenire
PlayStation 3 a avut un impact semnificativ asupra industriei de jocuri video, contribuind la popularizarea formatului Blu-ray și la evoluția serviciilor online pentru console. Deși a avut un start dificil din cauza prețului ridicat și a concurenței puternice de la Xbox 360 și Wii, PS3 a reușit să se redreseze și să vândă peste 87 de milioane de unități la nivel global până în 2017.
Consola rămâne o consolă emblematică în istoria jocurilor video, recunoscută pentru inovațiile sale tehnologice și pentru contribuțiile semnificative aduse industriei. Deși succesoarea sa, PlayStation 4, a preluat ștafeta, PS3 continuă să fie apreciată de fani și colecționari pentru moștenirea sa bogată și impactul său durabil.